# Daniel Hébrard
Pour les articles homonymes, voir Hébrard.
Daniel Hébrard est un écrivain français né en 1947.

## Biographie
Il a successivement été fourrier dans la marine, libraire et restaurateur. Il tient l'enseigne de La Truie qui doute, à Anduze.

## Œuvre
Les Hommes Forts (2003), son premier roman, est consacré aux Poilus ; il se caractérise par la « rugosité du style », « la rudesse de l'histoire » et « la rébellion des protagonistes ». Philippe-Jean Catinchi note quant à lui sa « sobriété » et sa « pudeur ».
En 2005, il thématise dans Tous soleils bus le sujet de la résistance.
Gorges chaudes (2010), un récit à la 1re personne d'une enfance cévenole, lui vaut de la part d'Homéric le surnom de « Rodin des Cévennes ».
Du feu de Dieu (2018) lui est l'occasion d'exprimer son « esprit d'insubordination », à travers le nouvel itinéraire d'un enfant des Cévennes qui combat l'injustice sociale,.

## Ouvrages
- Les Hommes forts, Paris, Julliard, 2003  (ISBN 2-260-01648-0).
- Tous soleils bus, Paris, Julliard, 2005  (ISBN 2-260-01677-4).
- Gorges chaudes, Paris, Julliard, 2010  (ISBN 978-2-260-01715-8).
- Du feu de Dieu, Paris, Julliard, 2018  (ISBN 978-2-260-01929-9).